# Hörig bis zur letzten Sünde
Hörig bis zur letzten Sünde ist ein 1967 gedrehter, deutscher Kriminalfilm mit Erotikelementen. Horst Naumann, später bekannt in seiner Rolle als Bordarzt in der Fernsehreihe Das Traumschiff, spielt die männliche Hauptrolle eines moralisch verdorbenen Rechtsanwalts.

## Handlung
Ein Bankangestellter lässt sich dazu verleiten, an einem Überfall auf seine Bank mitzumachen, denn seine Frau Christine verlangt nach Luxus und ist schwer zufriedenzustellen. Rasch fällt der Verdacht auf ihn, da an jenem Tag besonders viel Geld in der Bank bereitlag. Rechtsanwalt Peter Keller soll den Bankangestellten vor Gericht verteidigen. Dieser gesteht seinem Anwalt, dass seine Frau das Geld verwahren würde. Nun beginnt sich Keller selbst für das geraubte Geld zu interessieren, und nachdem der zu 15 Jahren Haft Verurteilte im Gefängnis sich das Leben genommen hat, macht sich Keller an dessen Witwe heran. 
Keller gaukelt Christine Liebe vor, in der Hoffnung, dass sie ihm das Versteck verrät. Zeitgleich hat Affären mit anderen Frauen. Keller heiratet Christine, doch Kellers bisherige Geliebte Brigitte verrät Christine, wen diese da eigentlich geheiratet habe. Christine tötet sich durch eine Überdosis Tabletten. Im letzten Moment versucht Keller, von seiner sterbenden Gattin den Ort des Verstecks zu erfahren, doch vergebens. Seine vielen Frauenbeziehungen werden dem Rechtsanwalt eines Tages zum Verhängnis. Man kommt ihm auf die Spur, und während einer wilden Verfolgungsjagd wird Keller erschossen.

## Produktionsnotizen
Hörig bis zu letzten Sünde, wurde auch unter den Titeln Nackt, wie er sie wollte und Anwalt des Teufels gezeigt. Die Uraufführung fand stark verspätet am 11. September 1970 statt. Am 12. August 1988 erfolgte in SAT.1 die Fernseherstausstrahlung.
Regisseur Lothar Gündisch war vorher Regieassistent von Co-Regisseur Hans Billian.

## Kritik
Im Lexikon des Internationalen Films heißt es: „Langweilige und unglaubwürdige Gangsterkolportage mit zum Teil unmotivierten Sexeinlagen.“